# Arrondissement de Vierzon
L'arrondissement de Vierzon est une division administrative française, située dans le département du Cher et la région Centre-Val de Loire.

## Création
L'arrondissement de Vierzon est créé au 1er mai 1984 par le décret n° 84-244 du 5 avril 1984 portant création de l'arrondissement de Vierzon (département du Cher).

## Composition

### Composition avant 2015
- Canton d'Argent-sur-Sauldre
- Canton d'Aubigny-sur-Nère
- Canton de La Chapelle-d'Angillon
- Canton de Graçay
- Canton de Lury-sur-Arnon
- Canton de Mehun-sur-Yèvre
- Canton de Vierzon-1
- Canton de Vierzon-2

### Découpage communal depuis 2015
Depuis 2015, le nombre de communes des arrondissements varie chaque année soit du fait du redécoupage cantonal de 2014 qui a conduit à l'ajustement de périmètres de certains arrondissements, soit à la suite de la création de communes nouvelles. Le nombre de communes de l'arrondissement de Vierzon reste quant à lui inchangé depuis 2015 et égal à 43.
Au 1er janvier 2024, l'arrondissement groupe les 43 communes suivantes :
1. Allouis
2. Argent-sur-Sauldre
3. Aubigny-sur-Nère
4. Berry-Bouy
5. Blancafort
6. Brinay
7. Brinon-sur-Sauldre
8. Cerbois
9. La Chapelle-d'Angillon
10. Chéry
11. Clémont
12. Dampierre-en-Graçay
13. Ennordres
14. Foëcy
15. Genouilly
16. Graçay
17. Ivoy-le-Pré
18. Lazenay
19. Limeux
20. Lury-sur-Arnon
21. Massay
22. Mehun-sur-Yèvre
23. Ménétréol-sur-Sauldre
24. Méreau
25. Méry-ès-Bois
26. Méry-sur-Cher
27. Nançay
28. Neuvy-sur-Barangeon
29. Nohant-en-Graçay
30. Oizon
31. Presly
32. Preuilly
33. Quincy
34. Saint-Georges-sur-la-Prée
35. Saint-Hilaire-de-Court
36. Saint-Laurent
37. Sainte-Montaine
38. Saint-Outrille
39. Sainte-Thorette
40. Thénioux
41. Vierzon
42. Vignoux-sur-Barangeon
43. Vouzeron

## Démographie
En 2022, l'arrondissement comptait 67 766 habitants.
| 1968   | 1975   | 1982   | 1990   | 1999   | 2006   | 2011   | 2016   | 2021   |
| ------ | ------ | ------ | ------ | ------ | ------ | ------ | ------ | ------ |
| 72 508 | 75 570 | 76 731 | 75 695 | 73 053 | 72 044 | 71 271 | 70 135 | 68 137 |

| 2022   | - | - | - | - | - | - | - | - |
| ------ | - | - | - | - | - | - | - | - |
| 67 766 | - | - | - | - | - | - | - | - |